# Yorick (revista)
Yorick fue una revista española mensual especializada en teatro, publicada entre 1965 y 1974 en Barcelona. Era editada por Gonzalo Pérez de Olaguer y Francisco Jover, y su nombre rinde homenaje al personaje de Hamlet, la obra de William Shakespeare.
Forma parte del grupo de revistas especializadas en teatro durante la segunda mitad del siglo xx, que encabezado por Primer Acto (revista) completaron las ya desaparecidas  Pipirijaina y El Público. En ese contexto histórico, los diez años de Yorick cubren la etapa «más amplia y efervescente» del teatro independiente en España, o como explica Ricard Salvat, «los cinco años del gran teatro independiente y las primeras conquistas dentro del teatro profesional».

## Historia
Aparecida en marzo de 1965, Yorick fue puesta en marcha en Barcelona por Francisco Jover, estudiante de Derecho ligado al teatro universitario y el librero Gonzalo Pérez de Olaguery, aprendiz del campo de la dirección y el ensayo. A ellos se unirían en 1965, Alberto Miralles, Ramón Pouplana, Florencio Arnán y Luis Alemany. Por imposición del Ministerio
de Información y Turismo tuvo como directores ‘oficiales’ a la periodista
María Cruz Hernández (números 1 al 37) y a Antonio Plaja Mateu (números 39 al 64). A lo largo de su historia se solicitaron subvenciones que fueron rechazadas, pero sí se le abrió en dos ocasiones expediente, el primero por infracción "en lo que se refiere al debido respeto a la moral" (n.º 34, agosto 1969), y en el n.º 54 por publicar por vez primera una obra en catalán. Con una economía siempre al borde de la crisis y el cierre, se hicieron varios intentos «de mejorar su estructura administrativa». Así, en julio de 1968 se constituyó una sociedad civil con delegación en Madrid, a partir de un convenio de régimen administrativo y relaciones públicas entre la revista y "ORPAA" (Madrid). En el grupo estaban los ya citados José Luis Alemany, Florencio Arnán, Francisco Jover, Alberto Miralles y Gonzalo Pérez de Olaguer. A pesar de estos esfuerzos, la revista se cerró en 1974. Cinco años después, Alberto de la Hera, antiguo colaborador, al hacerse cargo de la Dirección General de Teatro ofreció a sus fundadores una ayuda económica para "resucitar" a Yorick, ofrecimiento que Pérez de Olaguer no llegaría a aceptar.

## Premios Yorick
La primera edición de los Premios Yorick, circunscritos al teatro realizado o presentado en Barcelona, se produjo en 1966. En el primer jurado se reunieron los críticos Celestino Martí Farreras, Julio Manegat y Enrique Sordo, además de los realizadores de la revista Francisco Jover y Pérez de Olaquer. En la lista de premiados de aquella primera edición, aparecen los nombres de Milagros Leal, Adolfo Marsillach y Francisco Nieva. Asimismo, y en colaboración con el Ayuntamiento de la Ciudad Condal, se concedió el primer Trofeo Yorick al
espectáculo Ronda de mort a Sinera, obra de Salvador Espriu, según montaje de Ricard Salvat.